# Lauritzenia hispanica
Lauritzenia hispanica är en kvalsterart som beskrevs av Morell 1991. Lauritzenia hispanica ingår i släktet Lauritzenia och familjen Haplozetidae. Inga underarter finns listade i Catalogue of Life.